# Басан, Хулиан
Хулиа́н Андре́с Баса́н Меди́на (исп. Julián Andrés Bazán Medina; род. 25 ноября 2005, Перейра) — колумбийский футболист, защитник клуба «Депортиво Перейра».

## Клубная карьера
Басан — воспитанник клуба «Депортиво Перейра». 10 апреля 2024 года в поединке Кубка Колумбии против «Итагуи Леонес» Хулиан дебютировал за основной состав. 7 августа в матче против «Бояка Чико» он дебютировал в Кубке Мустанга.

## Международная карьера
В 2025 году в составе молодёжной сборной Колумбии Басан принял участие в молодёжном чемпионате Южной Америки в Венесуэле. На турнире он сыграл в матчах против команд Парагвая, Эквадора, Боливии, Чили, Уругвая, Бразилии и Аргентины.